# Lac Retba
Lac Retba lub Lac Rose – słone jezioro w zachodnim Senegalu, u nasady Półwyspu Zielonego Przylądka, około 20 km na północny wschód od stolicy kraju – Dakaru. Ma ok. 3 km² powierzchni i ok. 3 m głębokości.
W porze suchej (od listopada do maja) jezioro ma kolor różowy, co wynika z obecności halofilnego glona Dunaliella salina, który w odpowiedzi na czynniki stresowe produkuje duże ilości β-karotenu służącego komórce do ochrony przed jasnym światłem. D. salina nie stanowi zagrożenia dla zdrowia kąpiących się ludzi.

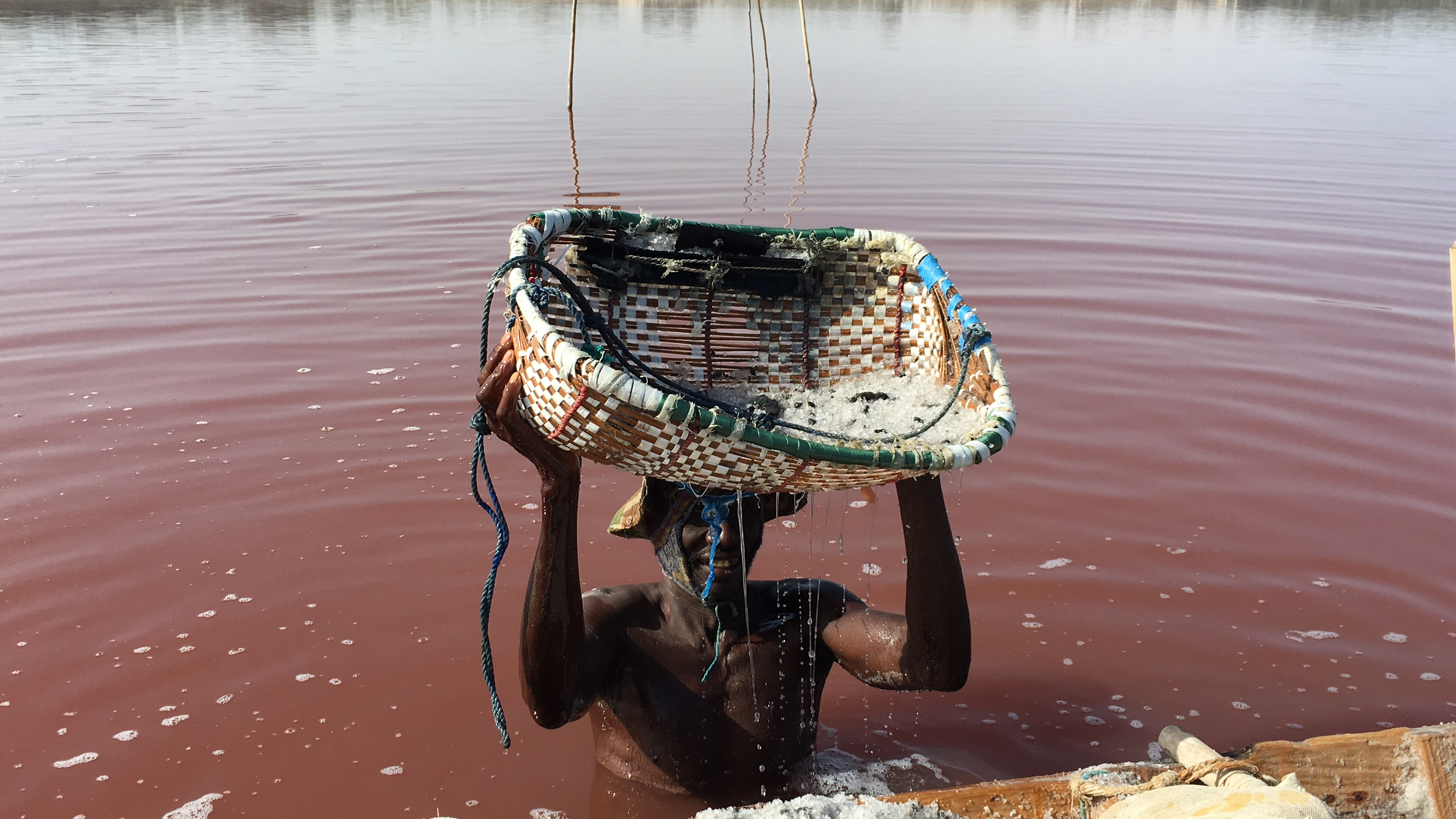
Wydobycie soli w jeziorze.

Jezioro zajmuje powierzchnię 3 km² i charakteryzuje się zasoleniem 29% – 36% (jest 10 razy bardziej słone niż Ocean Atlantycki u wybrzeży Senegalu). Szacunkowo sól wydobywa tu ok. 1000 osób, prostymi metodami za pomocą łopat i koszy. Aby zabezpieczyć się przed szkodliwym wpływem soli, zbieracze smarują ciało masłem shea.
Stanowi jedną z najpopularniejszych atrakcji turystycznych w Senegalu. Duże zasolenie zwiększające wyporność pozwala na unoszenie się na wodzie, podobnie jak w Morzu Martwym. Turyści mogą liczyć także na wycieczkę łodzią czy przejażdżkę wielbłądem.

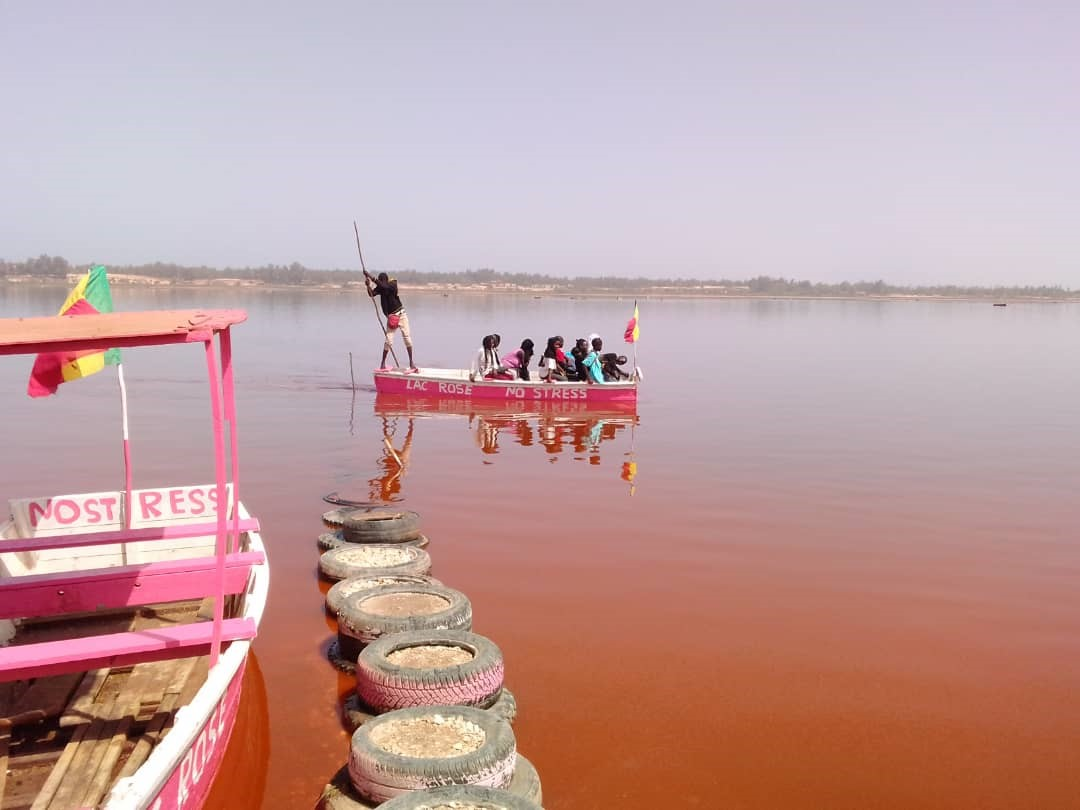

Do 2009 jezioro często stanowiło metę rajdu Dakar. Od 2005 kandyduje do listy światowego dziedzictwa UNESCO.

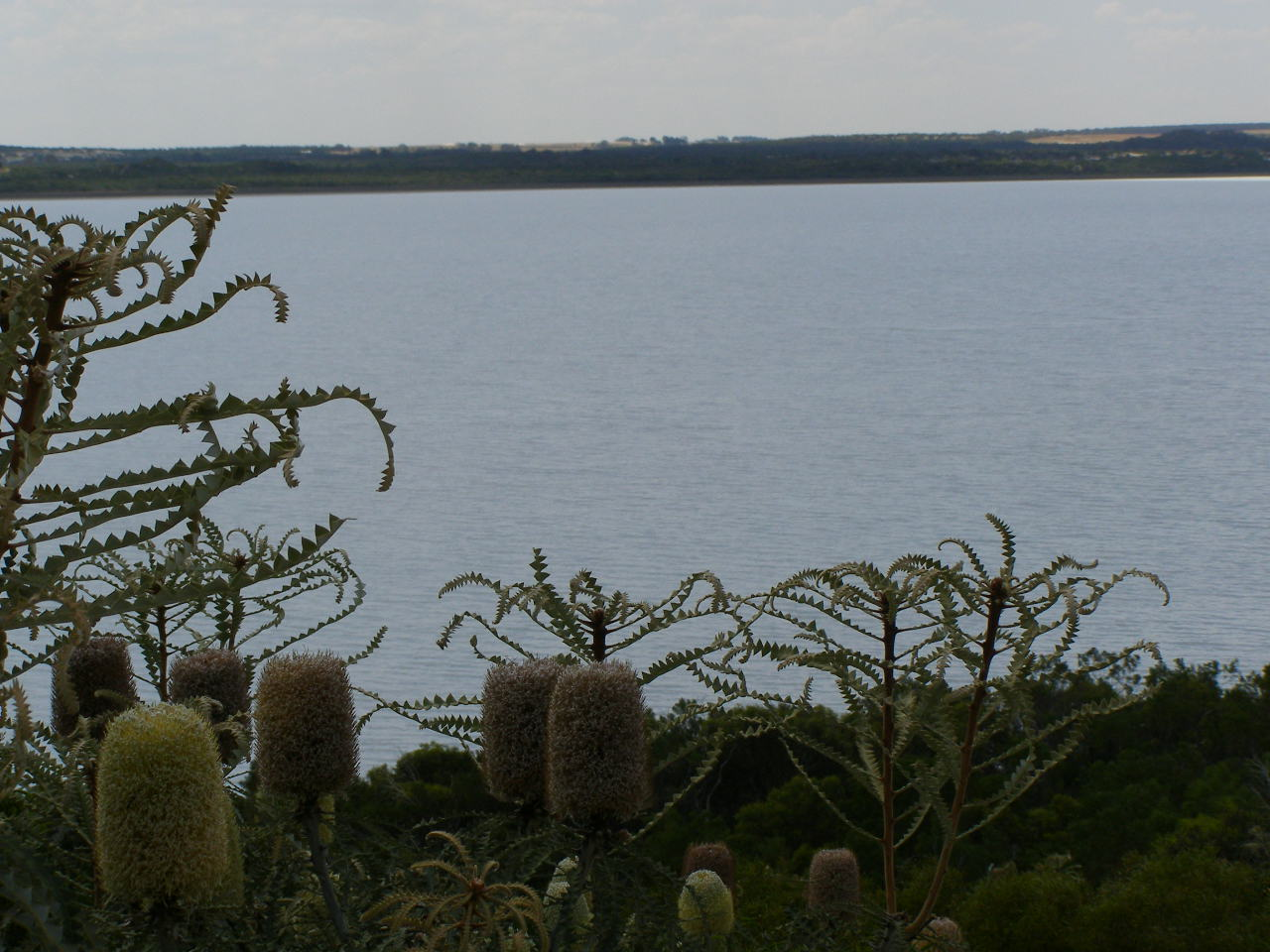
Jezioro nie jest różowe cały rok, ponieważ glon produkuje barwnik tylko w odpowiedzi na czynniki stresowe takie jak jasne światło.